# Juan Antonio Alcalá
Juan Antonio Alcalá Fernández (Madrid, 27 de abril de 1969) es un periodista radiofónico español especializado en deportes.

## Carrera periodística
Licenciado en Ciencias de la Información por la Universidad Complutense de Madrid, y con un Master en Comunicación Radiofónica de la Universidad de California, realiza sus primeras prácticas de verano en el gabinete estival de la Radiocadena Española de RNE, que posteriormente se transformaría en Radio 5 de Radio Nacional de España.
Comienza de becario en la Cadena COPE en 1989, trabajando en "Primera Hora" con Manuel Antonio Rico, y el informativo nocturno "Un día en España" dirigido por Javier González Ferrari. Llega en 1990 a la Cadena SER, de cuyo programa El larguero es miembro fundacional, y tras unas prácticas de verano pasa a formar parte del equipo de Matinal SER. En 1991 es uno de los enviados especiales de la emisora a la Guerra del Golfo, informando desde Arabia Saudí, Irak y Kuwait. Contó en directo para la Cadena SER la liberación de Kuwait por la coalición internacional liderada por Estados Unidos en febrero de 1991, en la Operación militar Desert Storm. 
En 1993 pide el pase a la redacción de deportes que por entonces dirigía Alfredo Relaño. Forma, junto a José Ramón de la Morena, el equipo sustituto de La ventana al deporte de Julio César Iglesias, creándose un nuevo espacio denominado El larguero que dirigiría De la Morena y del cual fue, además, miembro destacado hasta su marcha de la emisora.
Comentó los partidos del Real Madrid y del Atlético junto a Manolo Lama en el Carrusel deportivo de Paco González. Asimismo, formaba parte del equipo de enviados especiales de la emisora para el seguimiento de la Selección Española de Fútbol. Desarrolla su carrera profesional en multitud de acontecimientos: 15 ediciones de la Vuelta Ciclista a España, 10 ediciones del Tour de Francia, 3 del Giro de Italia, 4 Campeonatos del Mundo de Fútbol, 4 Eurocopas de Fútbol, 10 ediciones de la Final de Champions y 2 Juegos Olímpicos. 
Tras la marcha de Paco González de la Cadena SER en mayo de 2010, la mayoría del equipo de la redacción de deportes sale con él a iniciar una nueva trayectoria en la Cadena COPE. Juan Antonio Alcalá pasa, junto a Joseba Larrañaga, a dirigir y copresentar el espacio deportivo nocturno El partido de las 12, que cuenta con la participación de la mayoría de miembros del anterior conjunto en la SER, además de otra serie de comentaristas provenientes de otros medios. En junio de 2012 la cadena COPE anuncia que Alcalá dejaba El partido de las 12 sin aclarar si pasa a ser reportero o a presentar junto a Manolo Lama el programa de la tarde.
Tras realizar un Master en Comunicación Audiovisual en la Universidad de California Los Ángeles UCLA en 2012, vuelve a las ondas en la temporada 2013/2014. Se reincorpora como periodista de base, y es recolocado junto con Buruaga en La Mañana.
Alcalá fue la voz de los deportes en el programa Herrera en COPE acompañado de Manolo Lama y Paco González. Asimismo, se encargaba de ofrecer la información deportiva en los boletines informativos matinales que la COPE ofrece de lunes a viernes a las 10:00, 11:00, 12:00, 13:00, y 13:30 horas. En los meses de verano colaboraba en las emisiones de informativos en español de la cadena Premiere Radio Networks, que tiene su emisora principal en la ciudad de Los Ángeles. 
En el verano de 2019 comenzó a realizar una sección llamada "La contraportada" en la Cope, un programa en el que entrevista a personalidades españolas.
Ha sido condenado a indemnizar al Real Club Deportivo Espanyol por difamación. También ha sido condenado a indemnizar al Barcelona con 200.000 € por acusarle de dopaje en 2011.
Durante el mundial de 2022, manipuló un vídeo de Luis Enrique (seleccionador español), haciendo parecer que este comentaba "María se ha puesto cachonda", cuando realmente estaba leyendo el comentario de otra persona. Tras salir todo a la luz y ser criticado por sus compañeros de profesión, abandona la primera plana del programa y desaparece de las emisiones deportivas de la COPE hasta que terminó su contrato.

## Vida privada
Juan Antonio Alcalá hizo pública su homosexualidad en junio de 2015, coincidiendo con las fiestas del Orgullo Gay de Madrid. Durante una entrevista para El Mundo se mostró crítico con la presión que se ejerce contra los futbolistas para que no revelen sus verdaderas orientaciones sexuales.